# Cadaujac
Cadaujac è un comune francese di 4 883 abitanti situato nel dipartimento della Gironda nella regione della Nuova Aquitania.

## Società

### Evoluzione demografica
Abitanti censiti